# David Langford
David Rowlan Langford (Newport, 10 aprile 1953) è uno scrittore, editore e critico letterario britannico largamente attivo nel campo della fantascienza.
Pubblica la fanzine e newsletter di Fantascienza Ansible e detiene il record assoluto per il maggior numero di premi Hugo vinti, con un totale di 29.